# رهاب التحول الجنسي

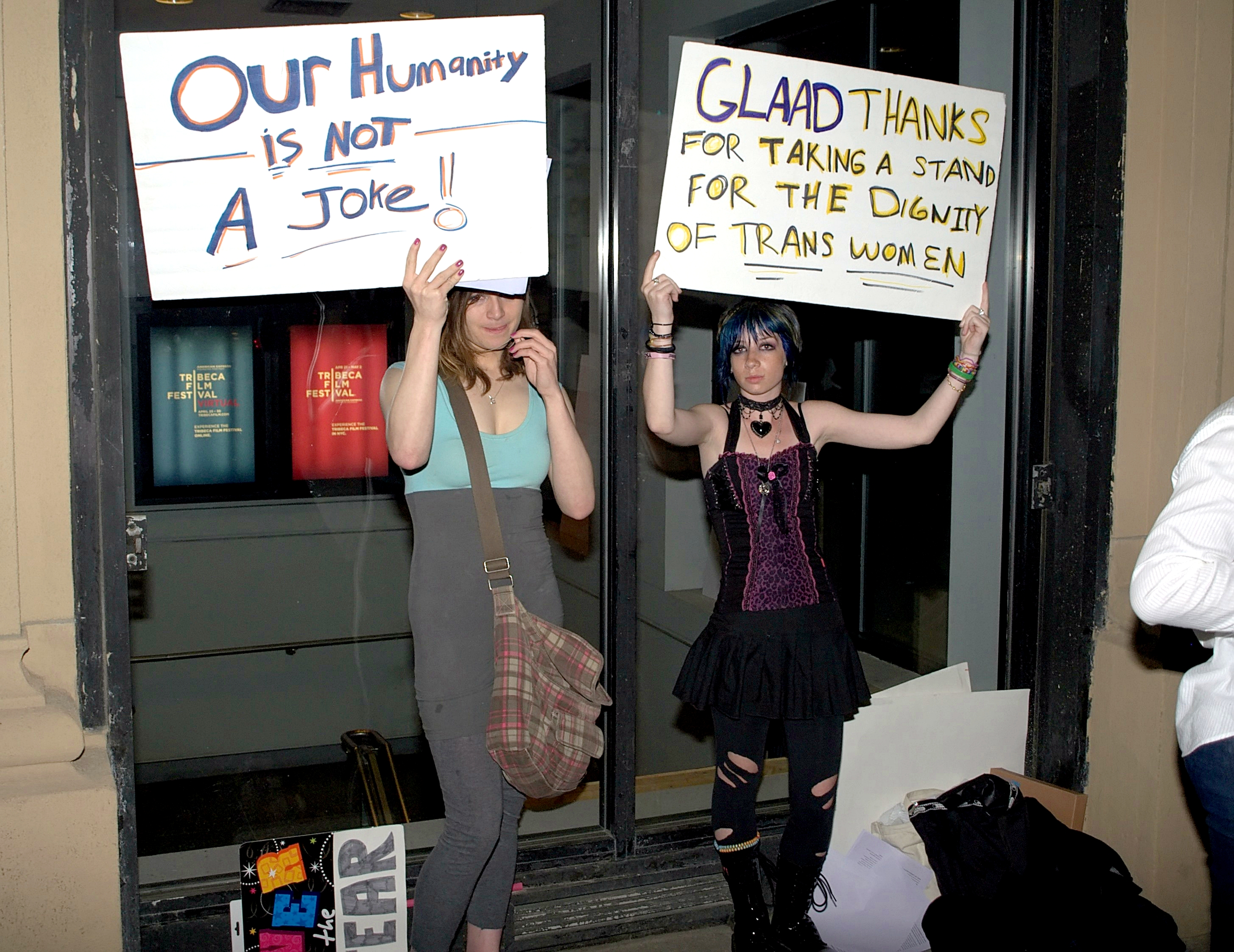

رهاب التحول الجنسي أو رهاب المتحولين جنسياً (بالإنجليزية: Transphobia) هو مصطلح يصف مجموعة من المواقف والمشاعر المعادية للأشخاص المتحولين جنسياً أو المناهضة للتحول الجنسي. يمكن أن يتمثل رهاب التحول الجنسي على شكل اشمئزاز أو خوف أو غضب انفعالي أو من خلال الشعور أو التعبير بالانزعاج تجاه الأفراد الذين لا يتوافقوا مع توقعات النوع الاجتماعي في المجتمع. غالباً ما يتم التعبير عن رهاب التحول الجنسي إلى جانب الآراء الهوموفوبية، وبالتالي غالباً ما يكون رهاب التحول مظهرا من مظاهر رهاب المثلية. إن رهاب التحول الجنسي من أنواع التحامل والتمييز وهو مشابه للعنصرية والتمييز على أساس الجنس، وكثيراً ما يتعرض المتحولون الجنسيون من غير البيض في الولايات المتحدة لأنواع التمييز الثلاثة في الآن ذاته.
يتعرض ضحايا رهاب التحول الجنسي من الأطفال للتحرش والتنمر المدرسي، وللعنف في المدارس (حيث ذكرت دراسة جرت في الولايات المتحدة بأن أكثر من 80% من المراهقين المتحولين جنسيا أفادوا بعدم شعورهم بالآمان ضمن البيئة المدرسة، وأفاد أكثر من 40% بتعرضهم للإيذاء الجسدي، وأفادات نسبة فاقت 65% بتعرضها للتنمر على الإنترنت أو عبر وسائل التواصل الاجتماعي). يتعرض الضحايا من البالغين للسخرية العامة والتحرش بما فيها من تهديد بالعنف والتعرض للسرقة والاعتقال الجائر، يحيث يشعر الكثير من المتحولين بعدم الآمان في الأماكن العامة.
هؤلاء الأشخاص لا يعانون من الأخطار التي حولهم –من العنف المتزايد تجاههم، والتهديدات الموجة إليهم طوال الوقت- فحسب، بل أن حالة الرهاب من المتحولين جنسيًا تخلق توتر لديهم ومشاعر سلبية تجاه أنفسهم، وقد تؤدي هذه المشاعر السلبية لأن يكره الفرد نفسه، أو يتعاطى المخدرات، أو أن يهرب –إن كان لا يزال قاصرًا-، أو في أغلب الحالات إلى أن يقتل الشخص نفسه.
حدثت الكثير من التغييرات التدريجية على هذه المسألة في العالم الغربي؛ حيث وضع سياسات للقضاء على التمييز، ولتعزيز تكافؤ الفرص. هذا الاتجاه بدأ في الانتشار أيضًا في الدول النامية. تنتشر أيضًا العديد من الحملات لتدعيم، وللتعريف (بمجتمع المثليات، والمثليين، ومزدوجي الميول الجنسية، ومتبايني الهوية الجنسانية) في العالم؛ لأجل أن يتقبلهم الناس في جميع أنحاء العالم. كما تُعَد حملة (وقف وصمة العار) –التي نَهضت بها الأمم المتحدة- من التطورات التي حدثت.

## أصل الكلمة واستخدامها
كلمة (Transphobia)، والتي تعني رهاب التحول الجنسي هي صيغة تركيبية، تأتي على وفاق مع كلمة (homophobia)، والتي تعني رهاب المثلية؛ وذلك لأن الكلمتين تتفقان في المقطع (phobia)، وهي كلمة أصلها يوناني يُكتب (φόβος)، ويُنطَق (فوبيوس)، وتعني الخوف أو الهرب، هذا بالنسبة للمقطع الأول. أما المقطع الثاني (trans-) فهو مركب كلاسيكي جديد، يأتي من الكلمة (transgender)، وهي في الأصل تأتي بمعنى (على الجانب الآخر، أو بعيدًا). هناك أيضًا الكثير من المفاهيم المستخدمة للتعبير عن الكثير من صور التمييز الجنسي العنصري، ومنها رهاب السحاقيات و(رهاب ازدواجية الميل الجنسي أو رهاب المثليين، وأخيرًا يأتي رهاب التحول الجنسي. هذه المصطلحات يتم استخدامها لإظهار التحامل والتمييز القائم ضد الإل جي بي تي.
لا يُشترط أن يعني مفهوم (Transphobia) رهاب التحول الجنسي، فهذا هو ما يعنيه المفهوم في علم النفس السريري فحسب، بل أنها تستخدم أيضًا للدلالة على مشاعر الكره تجاه أي شخص غريب، وهي حالة تُعرف برهاب الأجانب.
يُشتق من الكلمة (Transphobia) صفة (transphobic)، والتي تًصِف الأشياء أو المعايير المتعلقة بالرهاب من المتحولين جنسيًا. يُشتق من الكلمة أيضًا الاسم (transphobe)، والذي يَصف الشخص الذي لديه حالة الرهاب من المتحولين جنسيًا.
الكلمتان (transphobia وtransphobic) تمت إضافتهم إلى قاموس أكسفورد الإنجليزي في عام 2013، وتمت أيضًا إضافة كلمات (transperson) وهو الشخص المتحول جنسيًا، و(Transman) وهو الرجل المتحول جنسيًا، و(Transwomen) وهي المرأة المتحولة جنسيًا.

## الأصل
تقول جوليا سيرانو وهي مناهضة لحقوق النساء المتحولات جنسيًا، والتي وَضعت عدة نظريات في هذه المسألة، والكاتبة لكتاب فتاة البغاء، أن الرهاب من المتحولين جنسيًا نتيجة طبيعية للتمييز على أساس الجنس. أضافت (سيرانو) أيضًا أن جذور الرهاب من المتحولين جنسيًا ومن المثليين جنسيًا، أتى بسبب ما تسميه هي مُقابلة التحيز الجنسي (oppositional sexism)، وهو أن يعتقد البعض أن الذكور والإناث كائناتٍ جامدة، مجموعتان مختلفتان في القدرات والخصائص والإمكانيات والرغبات. تعترض سيرانو على فكرة مقابلة التحيز الجنسي هذه؛ لأنها تعتقد أنه ليس من الضروري أن يلتزم الذكور وأنَّ الذكورة أعلى، وأن تلتزم الإناث بالأنوثة، وأنها تعتقد أن ما يُغذي الرهاب من الأشخاص المتحولين جنسيًا، هو القلق الشائع عند الناس من مسألة النوع، والأدوار التي يفرضها عليهم.
العديد من الكتاب الآخرين في مجال حقوق الأشخاص المتحولين جنسيًا، يَعتقدون أن من أسباب العنف ضد المتحولون جنسيًا، هو الأمراض النفسية الموجودة عند الذكور والإناث، في دماغهم، والتي يحاولون كبحها عن ارتكاب أي جرائم جنسية.
ويضيف هؤلاء الكتاب، بأن الرجال يعتقدون أن قدراتهم الشخصية على ممارسة الجنس، والشعور بمحفوظة وقوية؛ لأنها قدرة كل الرجال كنوع، بينما تمتلك النساء قدرات جنسية أقل من الرجال، بينما يمكننا أن نأمن أن المتحولون جنسيًا لن يرتكبوا أي جرائم جنسية. قد تكون هناك بعض العيوب في هذه الدراسات التي تدعي أنَّ ما سبق ذكره هو أسباب الاختلافات بين الجنسين، بما فيها اعتقاد أن النساء قد تُثير الرجال بشكل غير لائق، بدليل أن الرجال يثنون على النساء عند مشاركتهم في الإثارة الجنسية، وأنه يجب إيجاد حلول لهذه المسببات. ويعتقد الكاتب والناقد المتحول جنسيًا جودي نورتون أن الرهاب من الأشخاص المتحولين جنسيًا يأتي جنبًا إلى جنب مع الرهاب من المثلية الجنسية، والذي يدفع الأفراد إلى كره المثليين جنسيًا والمخنثين، وأن الأشخاص المتحولون جنسيًا يخشون من تحدي المعايير الجنسانية أو تغييرها، ويرفضون في نفس الوقت أن يبقوا في حالة الثنائية الجنسية، فهم يصرون على أن يتحولوا جنسيًا، وبذلك بأن يتحولوا جنسيًا يصبحوا أقدر على مكافحة فكرة التقسيم الثنائي للجنس إلى إناث وذكور فقط؛ لأن هذه الفكرة تؤدي لظُلم النساء، ويصبح الرجال أكثر سطوةً ثقافيًا وسياسيًا.

## مظاهر الرهاب

### التحرش والعنف
هناك ارتباط عند العديد من الناس بين رهاب المثلية ورهاب التحول الجنسي. حيث يتعرض المتحولون إلى مظاهر الانحياز للجنس المغاير ومظاهر رهاب المثليين. وذلك بسبب المغالطة الشائعة بين العديد من الناس، الذين يخلطون بين الهوية الجندرية والميول الجنسية المثلية، أو قد يكون السبب إبداء المتحول/المتحولة جنسياً ميولاً غير مغايرة.
تحدثت الجمعية الأميركية لعلم النفس عن تعرض الأطفال المتحولين جنسياً إلى التحرش والعنف في المدرسة أو مراكز الرعاية أو الملاجئ بنسبة تفوق الأطفال الآخرين [22]. وتشير الأبحاث إلى تعرض الشباب منهم إلى التعيير والمضايقات والتنمر في المدارس بشكل روتيني. ويدعي معظم المتحولين الشباب أنهم تعرضوا إلى الأذى الجسدي أو الإساءة اللفظية في المدرسة، خاصة في دروس الرياضة أو المهرجانات المدرسية أو عند استخدامهم دورات المياه المنفصلة (أي دورات للذكور وأخرى للإناث). وأشار ثلاثة أرباع هؤلاء الأشخاص إلى شعورهم بالخوف.
أما المتحولون البالغون، فهم يتعرضون دورياً إلى السخرية والنظرات القاسية والتعيير، وقد يصل الأمر إلى تهديدات بالعنف. وقد يتعرضون لهذه الإساءات في أي مكان، سواء كانوا في الشارع أو في البقاليات. في إحصائية أميركية استهدفت 402 متحولٍ بالغ موظف ويملك دخلاً مادياً عالياً، وُجد أن 60% منهم قد تعرضوا للعنف أو التحرش بسبب هويتهم الجندرية، وتعرض 56% للتحرش والإساءة اللفظية، و30% للاعتداء، و17% للهجوم بواسطة أشياء ترمى عليهم، وتعرض 14% منهم للسرقة، وأشار 8% منهم إلى تعرضهم لما أسموه الاعتقال بلا مبرر.
في دراسة أخرى أجريت على 81 شخصاً متحولاً في ولاية فيلادلفيا الأميركية، أبلغ 30% من المشاركين عن شعورهم بالخوف وعدم الأمان في الأماكن العامة بسبب هويتهم الجندرية، وشعر 19% منهم بعدم الراحة لنفس السبب. وأجاب معظهم بالإيجاب عندما سئلوا إن خاضوا علاقة جنسية بالإكراه أو إن تعرضوا للعنف في منازلهم أو إن تعرضوا للأذى الجسدي.
وجدت مراجعة للدراسات الأميركية عن العنف الجنسي تجاه المتحولين أنهم يتعرضون للعنف بشكل شائع وصادم. وبالرغم من اختلاف معدلات حالات الإبلاغ عن العنف العائد ربما إلى أسباب أخلاقية أو غيرها، وُجد أن 50% من المتحولين قد تعرضوا إلى الاعتداء الجنسي. ووُجد أن العيار الناري أو الضرب أو الطعن هي الأساليب الأكثر شيوعة والمستخدمة في جرائم قتل المتحولين.